# Terrasson-Lavilledieu
Terrasson-Lavilledieu é uma comuna francesa na região administrativa da Nova Aquitânia, no departamento Dordonha. Estende-se por uma área de 39,24 km². Em 2010 a comuna tinha 6 340 habitantes (densidade: 161,6 hab./km²).